# Елеонский, Николай Александрович
Николай Александрович Елеонский (11 (23) ноября 1843 — 25 октября (7 ноября) 1910) — протоиерей Русской православной церкви, заслуженный профессор богословия Московского университета.

## Биография
Родился в семье сельского священника. Окончил Калужское духовное училище и Кулужскую семинарию, затем в 1868 году — Московскую духовную академию. За сочинение «Святое Евангелие от Марка: против Баура» он был удостоен степени магистра богословия. После окончания учёбы был направлен в Харьковскую духовную семинарию, но уже в январе 1869 года переведён преподавателем гомилетики и литургики в московскую семинарию, а в сентябре 1870 года избран (утверждён в конце декабря) доцентом в московскую духовную академию по кафедре Священного писания Ветхого завета. С июня 1879 года, с принятием священного сана, — ординарный профессор богословия в Петровской земледельческой и лесной академии (до 1891 года) и настоятель храма при академии; с середины октября 1892 года, после смерти протопресвитера Н. А. Сергиевского, был определён на его место — профессором Московского университета и настоятелем университетского храма. Протоиерей — с 1894 года. В 1897 году удостоен звания заслуженного профессора Московского университета.
Основной сферой его деятельности было изучение Священного писания, особенно — исагогических вопросов. Как и его учитель — профессор, архимандрит, а позже епископ Курский и Белгородский — Михаил (Лузин), Николай Елеонский ставил задачу православного анализа западных теорий «отрицательной» (т. е. отрицающей традиционное понимание богодухновенности Священного писания) библейской критики и выявление их несостоятельности. Елеонский уделял большое внимание критике гипотез, выдвигаемых немецкой протестантской наукой о происхождении Пятикнижия.
Елеонский был почётным членом Московской духовной академии (с 23 октября 1903) и Общества любителей духовного просвещения и председателем организованного им отделения по вопросам религиозно-нравственного образования и воспитания в Педагогическом обществе московского университета (до закрытия его в 1905 году); с 18 февраля 1891 года — член Московского духовно-цензурного комитета.
В различных духовных журналах, преимущественно в «Чтениях общества любителей духовного просвещения» и в «Душеполезном чтении» были напечатаны его исследования; из них наиболее примечательны: «Описание Святой Земли» («Душеполезное Чтение», 1876—1879), «История ветхозаветного текста Библии», «О происхождении и достоверности перевода LXX», «Древнееврейская поэзия», «О времени завершения ветхозаветного канона», «Пророчество Исаии о Вавилоне», «О книге Иова», «Песнь о винограднике». Елеонский активно сотрудничал с Православной богословской энциклопедией, поместив в ней более 70 статей о Святой земле, её населении, городах и др. (напр., «Камни драгоценные в Библии», «Кесарь», «Колодези в Палестине», «Кони и колесницы, упоминаемые в Библии»). Отдельно были изданы: «Очерки из библейской географии» (СПб., 1896—1897, в 2-х т.), «Краткие записки по основному богословию» (М., 1895), «О Новом Евангелии графа Л. Толстого» (М., 1889), «О конечной цели человеческой жизни» (М., 1889), «Советы учащемуся юношеству» (М., 1895), «Эгоизм» (М., 1899). Готовил к изданию «Историко-критическое введение в канонические и неканонические книги Ветхого Завета» Кейля (перевод не закончен; опубл.: ЧОЛДП. — 1875. Т. 1. — С. 687—720; Т. 2. — С. 3—21). В начале 1900-х годов он напечатал серию статей под общим названием «Современная критика священных ветхозаветных писаний и ее слабые стороны», оспаривал взгляды критиков Ветхого Завета, в т. ч. выводы Фридриха Делича о зависимости текста книги Бытие от древних вавилонских текстов. Активно участвовал в издании «Православной богословской энциклопедии».
Имел кроме церковных наград, таких как камилавка и золотой наперсный крест от Святейшего Синода, ордена до ордена Св. Анны 1-й степени.
Был женат на Марии Николаевне, дочери протоиерея Покровского собора Николая Ивановича Надеждина (1813—1890).
Скончался «от болезни перерождения сердца» 25 октября (7 ноября) 1910 года. Был похоронен на кладбище Скорбященского монастыря.